# Eduard Künneke
Eduard Künneke (n. 27 ianuarie 1885, Emmerich, Germania – d. 27 octombrie 1953, Berlin) a fost un compozitor, dirijor și pianist german.
Cea mai cunoscută piesă muzicală a sa în România este opereta Logodnicul din lună.